# Wolfgang Kreissl-Dörfler
Wolfgang Kreissl-Dörfler (* 1. Dezember 1950 in Augsburg) ist ein deutscher Politiker und war 1994 bis 2014 Mitglied des Europäischen Parlamentes.

## Leben
Er absolvierte eine Lehre zum Landwirt und schloss danach sein Abitur ab. Nach dem Zivildienst  und dem Studium der Sozialpädagogik ging Wolfgang Kreissl-Dörfler von 1979 bis 1985 als Entwicklungshelfer des Deutschen Entwicklungsdienstes (DED) nach Brasilien. Danach war er von 1986 bis 1987 als Experte der Welthungerhilfe in Angola tätig, wo er 1992 auch Internationaler Wahlbeobachter der UNO war. Später leitete er die EU-Wahlbeobachterkommissionen 2001 in Osttimor und 2007 in Guatemala.
In Deutschland leitete Wolfgang Kreissl-Dörfler diverse Sozialprojekte mit Asylsuchenden und arbeitslosen Jugendlichen und war Pädagogischer Leiter eines Rehabilitationszentrums für Schwerstkörperbehinderte und Atemgelähmte.
Kreissl-Dörfler war zunächst seit 1983 Mitglied von Bündnis 90/Die Grünen, seit 2000 ist er Mitglied der SPD.

## Arbeitsschwerpunkte
Er war von 2009 bis 2014 Mitglied im Ausschuss für auswärtige Angelegenheiten, Menschenrechte, Gemeinsame Sicherheit und Verteidigungspolitik und Stellvertreter im Ausschuss für bürgerliche Freiheiten, Justiz und Inneres des Europäischen Parlamentes. Er ist Mitglied der Delegation für die Beziehung zu den Vereinigten Staaten sowie Stellvertreter der Delegation für die Beziehung zur Parlamentarischen Versammlung der NATO und Stellvertreter der Delegation für die Beziehungen zu Zentralamerika.
2004 bis 2009 war er Mitglied im Ausschuss für bürgerliche Freiheiten, Justiz und Inneres, 2006/2007 Koordinator der Fraktion im CIA-Sonderausschuss zu den Vorwürfen des rechtswidrigen Transports und Festhaltens von Terrorverdächtigen durch die CIA auf europäischem Territorium, 1999 bis 2004 Vizepräsident der Delegation für die Beziehungen zu den Ländern Mittelamerikas, Mexiko und Kuba, 2002 Mitglied im nichtständigen Ausschuss für Maul- und Klauenseuche, 1999 bis 2007 Mitglied im Ausschuss für Entwicklung und Zusammenarbeit und Stellvertreter im Ausschuss für Landwirtschaft und ländliche Entwicklung, 2004 bis 2009 Mitglied der Delegation des MERCOSUR, 1997 bis 2007 Mitglied der Delegation zu den Ländern Südamerikas und des MERCOSUR, 1995 Mitglied der Delegation zu den Ländern Südamerikas, 1994 bis 1999 Mitglied im Ausschuss für Außenwirtschaftsbeziehungen.

## Mitgliedschaften
Kreissl-Dörfler ist Mitglied der Europa-Union Parlamentariergruppe Europäisches Parlament.

## Auszeichnungen
- Bundesverdienstkreuz (2002)
- Bayerischer Verdienstorden (2010)
- Bayerische Verfassungsmedaille in Silber (2011)